# Cantonul Vanves
Cantonul Vanves este un canton din arondismentul Antony, departamentul Hauts-de-Seine, regiunea Île-de-France, Franța.

## Comune
- Vanves